# William L. Stoughton

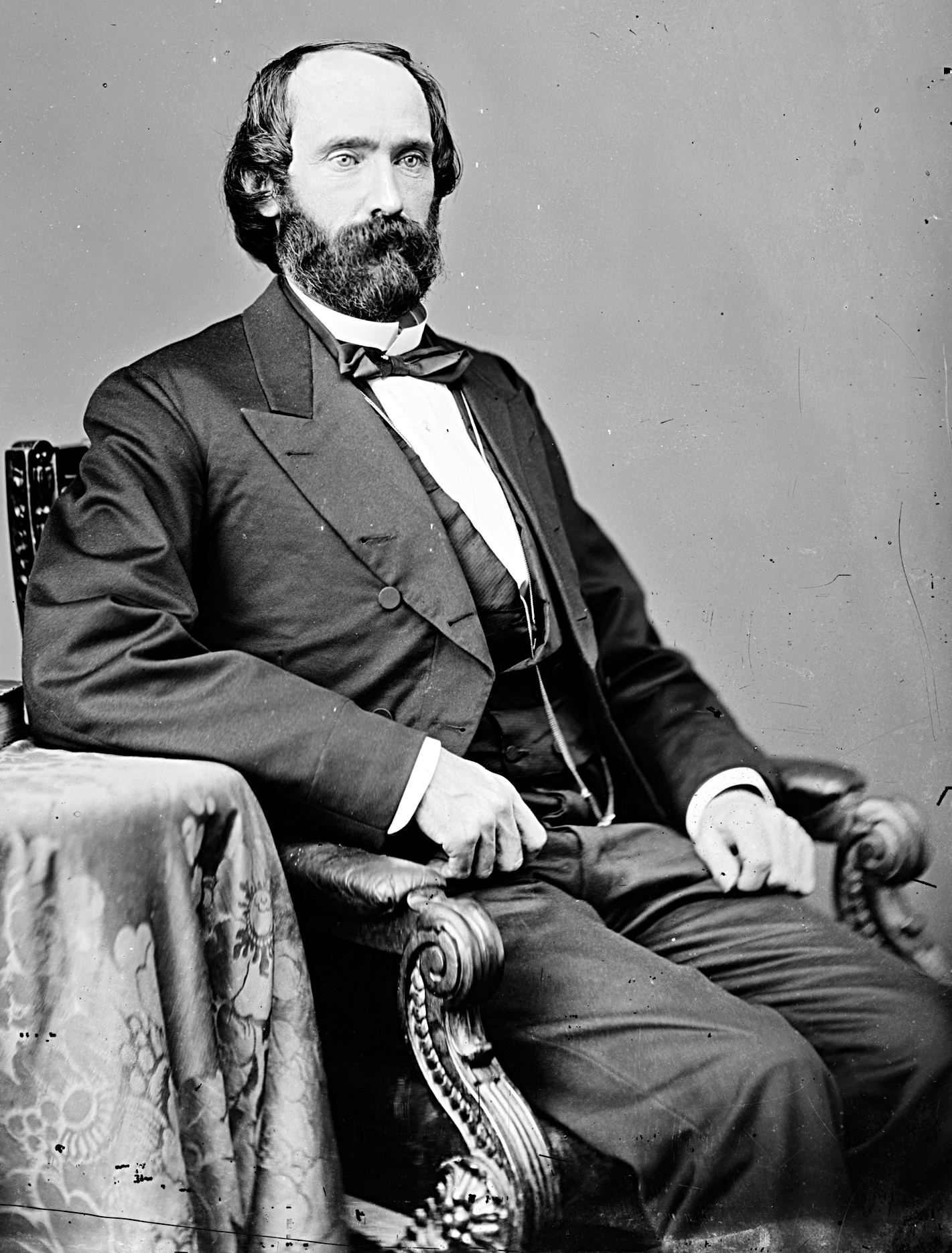
William L. Stoughton

William Lewis Stoughton (* 20. März 1827 in Bangor, Franklin County, New York; † 6. Juni 1888 in Sturgis, Michigan) war ein US-amerikanischer Politiker. Zwischen 1869 und 1873 vertrat er den Bundesstaat Michigan im US-Repräsentantenhaus.

## Werdegang
William Stoughton besuchte öffentliche Schulen in Ohio. Nach einem anschließenden Jurastudium und seiner Zulassung als Rechtsanwalt begann er ab 1851 in Sturgis in seinem neuen Beruf zu arbeiten. Zwischen 1855 und 1859 amtierte Stoughton als Bezirksstaatsanwalt. Politisch wurde er Mitglied der Republikanischen Partei. Im Jahr 1860 war er Delegierter zur Republican National Convention in Chicago, auf der Abraham Lincoln als Präsidentschaftskandidat nominiert wurde. Im März 1861 wurde er von dem inzwischen zum Präsidenten gewählten Lincoln zum Bundesstaatsanwalt für den Bezirk Michigan ernannt. Dieses Amt gab er aber wenige Monate später auf, um aktiv im Heer der Union am Bürgerkrieg teilzunehmen. Dort stieg er bis August 1864 bis zum Brevet-Generalmajor auf.
Im August 1864 quittierte Stoughton aus gesundheitlichen Gründen den Militärdienst. Danach setzte er in Sturgis seine Anwaltstätigkeit fort. Im Jahr 1867 war er Mitglied einer Versammlung zur Überarbeitung der Staatsverfassung von Michigan. In den Jahren 1867 und 1868 fungierte er als Attorney General seines Staates. Bei den Kongresswahlen des Jahres 1868 wurde Stoughton im zweiten Wahlbezirk von Michigan in das US-Repräsentantenhaus in Washington, D.C. gewählt, wo er am 4. März 1869 die Nachfolge von Charles Upson antrat. Nach einer Wiederwahl konnte er bis zum 3. März 1873 zwei Legislaturperioden im Kongress absolvieren. Dort wurde im Jahr 1870 der 15. Verfassungszusatz verabschiedet.
Nach seinem Ausscheiden aus dem US-Repräsentantenhaus arbeitete William Stoughton wieder als Anwalt. Er starb am 6. Juni 1888 in Sturgis.